# Wargnies-le-Grand
Wargnies-le-Grand è un comune francese di 1 072 abitanti situato nel dipartimento del Nord nella regione dell'Alta Francia.

## Società

### Evoluzione demografica
Abitanti censiti